# 巴尔德罗迪利亚
巴尔德罗迪利亚，是西班牙卡斯蒂利亚-莱昂索里亚省的一个市镇。总面积32平方公里，总人口113人（2001年），人口密度4人/平方公里。